# (12265) 1990 FG
(12265) 1990 FG est un objet de la ceinture principale d'astéroïdes intérieure découvert en 1990.

## Description
(12265) 1990 FG a été découvert le 23 mars 1990 à l'observatoire Palomar, situé au nord de San Diego en Californie, par Eleanor Francis Helin.

### Caractéristiques orbitales
L'orbite de cet astéroïde est caractérisée par un demi-grand axe de 1,91 UA, un périhélie de 1,85 UA, une excentricité de 0,03 et une inclinaison de 25,74° par rapport à l'écliptique. Du fait de ces caractéristiques, à savoir un demi-grand axe inférieur à 2 UA et un périhélie supérieur à 1,666 UA, il est classé, selon la JPL Small-Body Database, objet de la ceinture principale d'astéroïdes intérieure.

### Caractéristiques physiques
(12265) 1990 FG a une magnitude absolue (H) de 13,8 et un albédo estimé à 0,328.